# Григорьев, Михаил Александрович
Михаил Александрович Григорьев (1899—1960) — советский график и театральный художник; педагог. Заслуженный деятель искусств РСФСР (1956). Член ЛОССХ (ЛССХ — ЛОСХ).

## Биография
Родился в небогатой дворянской семье. Отец — страховой агент общества «Русь».
Окончил 1-е реальное училище и нормальную школу при Педагогических курсах при Императорской Академии художеств. С детства отлично музицировал; играл с сестрой в четыре руки, пел романсы с братом, немного сочинял сам. В свободное время переводил с французского, вёл дневник, увлекался историей и философией.
Во время Первой мировой войны, в семнадцать лет ушёл добровольцем на фронт. Воевал под Ригой; служил летчиком на аэроплане «Ньюпор». При проведении разведки расположения немецких частей около села Икскюль был сбит. В результате падения получил тяжелую травму позвоночника и попал в госпиталь (с годами травма позвоночника сделала из него калеку). Во время лечения, в любительском спектакле затеянном ранеными солдатами, сделал свои первые декорации.
После демобилизации учился в Петроградских государственных свободных художественно-учебных мастерских (1918—1920) у Д. Н. Кардовского, К. С. Петрова-Водкина, В. И. Шухаева.
В 1920-е рисовал для журнала «Огонек» и «Красной газеты». Сотрудничал с издательствами «Радуга», «Мысль» и «Время». Одновременно работал художником — исполнителем в маленьких петроградских театрах и клубах, оформлял концерты передвижных артбригад, ездил на фронты гражданской войны с театральными коллективами и концертными группами, выступая то как художник, то в качестве аккомпаниатора.
Голодал, бросив Академию, вместе с семьей бежал на сытый юг.
Вернулся в 1922-м. Не имея другой работы, таперствовал. Благодаря протекции Н. А. Бенуа устроился в мастерские ГАТОБа, писал декорации, делал бутафорию, пробовал себя в оформлении детских книг.
В 1923 году С. Я. Маршак устроил Григорьева в ТЮЗ. Был исполнителем, потом художником-постановщиком. Оформил спектакли: «Таир и Зорэ» С. Я. Маршака и Е. И. Васильевой (1923), «Приключения Тома Сойера» (1924), «Принц и нищий» (1928) по одноименным романам М. Твена; «Тиль Уленшпигель» по роману Ш. де Костера (1926, совместно с С. В. Бейером), «Разбойники» Ф. Шиллера (1927) и «4 000 000 авторов» А. Я. Бруштейн и Б. В. Зона (1929—1930), «Земная птичка» К. Гоцци (1935).
В 1935 году женился. Вместе с режиссером Б. В. Зоном и группой актеров основал Новый ТЮЗ
Выполнил эскизы костюмов и декораций к постановкам: «Музыкальная команда» (1936) и «Большевик» (1940) Д. Дэля; «Борис Годунов» А. С. Пушкина (1938), «Двадцать лет спустя» М. А. Светлова (1941).
В годы блокады Ленинграда вместе с театром находился в эвакуации в Анжеро-Судженске (1941—1942) и Новосибирске (1943—1944).
В 1948—1958 — главный художник Ленинградского драматического театра им. В. Ф. Комиссаржевской. Оформил спектакли: «Тартюф» Ж.-Б. Мольера (1951), «Лев Гурыч Синичкин» Д. Т. Ленского (1953), «Не все коту масленица» А. Н. Островского (1954), «Дон Хиль — Зеленые штаны» Тирсо де Молины (1955), «В поисках счастья» по рассказам О`Генри (1956), «Счастливые нищие» К. Гоцци (1958).
Работал также в других ленинградских театрах: Академическом театре драмы им. А. С. Пушкина («Женитьба» Н. В. Гоголя, 1934; «Мольба о жизни» Ж. Деваля, 1935; «Кремлёвские куранты» Н. Ф. Погодина, 1943), Ленинградском академическом малом оперном театре («Борис Годунов» М. П. Мусоргского, 1939; «Черевички» П. И. Чайковского, 1940), Театре музыкальной комедии («Верный друг» В. П. Соловьева-Седого, 1945; «Табачный капитан» А. А. Эйхенвальда, 1951), Государственном театре оперы и балета им. С. М. Кирова («Пиковая дама» П. И. Чайковского, 1946), Театре комедии («Волки и овцы» А. Н. Островского, 1951). Работал для Театра юного зрителя в Архангельске («Красная шапочка» Е. Л. Шварца, 1937), Республиканского драматического театра в Петрозаводске («Коварство и любовь» Ф. Шиллера, 1940).
Рисовал театральные афиши и пригласительные билеты. Выполнял иллюстрации для издательств Ленинграда: «Медный всадник» А. С. Пушкина (1949), «Мадемуазель де Бель-Иль» А. Дюма (1958), сборник «Русский водевиль» (1959), «Жалобная книга» А. П. Чехова (1960, 1967).
Занимался станковой графикой (акварель, гуашь, тушь); автор серии рисунков «Ленинград в 1941 году» (1942—1943; «Разрушенный от фашистской бомбежки дом в Ленинграде», «Пожар Сената», «На крыше. Пожар Бадаевских складов», «Брешь от бомбы»), станковых работ: «Маршрут с углем» (1943), «Танки идут на фронт» (1945); цикла сатирических рисунков «Черное и белое» (1948).
Скончался 25 сентября 1960 года. Похоронен на Богословском кладбище.
Автор книг
- «Когда художнику шестьдесят, порою хочется поразмыслить о пережитом, увиденном, перечувствованном и, взявшись за перо, рассказать об этом вам, зрителям» вступительная статья М. Г. Эткинда (Л.-М. «Искусство» 1964)
- «Санкт-Петербург 1910-х годов: прогулки в прошлое» составитель и вступительная статья Л. С. Овэс, (РИИИ РАН, 2005).

Творчество представлено в Государственном центральном театральном музее им. А. А. Бахрушина, Санкт-Петербургском музее театрального и музыкального искусства, ГМИИ им. А. С. Пушкина, в Санкт-Петербургской государственной театральной библиотеке, в архиве Александринского театра.

## Список театральных работ[2]
1921—1922
- «Кошкин дом» C. Маршак (не осуществлено). Петроград. ТЮЗ.

1923
- «Маугли». Инсценировка Э. Гефтера по повести Р. Киплинга. Реж. Э. Гефтер. Петроград, драматический кружок детского дома.
- «Таир и Зорэ» С. Маршака и Е. Васильевой. Реж. А. Брянцев. Петроград, ТЮЗ.
- «Главная улица» Д. Бедного, поэма. Реж. Э. Гефтер. Петроград, драматический кружок детского дома.

1924
- «Хапуги» Я. Задыхина. Реж. А. Шахов. Ленинград. Театр завода «Красный треугольник».
- «Похождения Тома Сойера». Автор инсценировки и реж. Б. Зон. Ленинград. ТЮЗ.
- «Виринея» — инсценировка С. Сутугина романа Л. Сейфуллиной. Реж. Гейрот. Ленинград. Театр «Красный молот».
- «Холщовые штаны» В. Лебедева. Реж. Гейрот (не осуществлено). Ленинград. Театр «Красный молот».

1925
- «Слободские ребята» А. Амнуэля. Реж. Е. Гаккель. Ленинград. Театр «Петромол».
- «Хулиган» Я. Задыхина. Реж. Я. Чаров (не осуществлено). Ленинград. Госагиттеатр.

1926
- «Близнецы» Е. Тарвид и Б. Зона. Реж. Б. Зон. Ленинград. ТЮЗ.
- «У прилавка» — хроника Я. Задыхина, постановка автора. Ленинград. драматический кружок Центрального клуба совторгслужащих.
- «Тиль Уленшпигель» — инсценировка Е. Гаккеля романа Ш. Де Костера. Пост. Е. Гаккеля. Оформление совместно с В. Бейером. Ленинград. ТЮЗ.
- «Сарказмы» С. Прокофьева. Ритмическая постановка Ю. Харламова. Ленинград. Институт сценических искусств.
- «Буза» Е. Фельдмана. Пост. Б. Зона (не осуществлено). Ленинград. драматический кружок клуба текстильщиков.

1927
- «Свои люди — сочтемся» А. Островского. Постановка А. Брянцева, декорации В. Бейера, костюмы М. Григорьева. Ленинград. ТЮЗ.
- «Карьера тов. Брызгалова» Б. Мировича. Реж. Г. Вербаков. Ленинград. Народный дом. Театр актера.
- «Разбойники» Ф. Шиллера. Реж. Е. Гаккель. Ленинград. ТЮЗ.
- Массовое зрелище на плацу б. московских казарм, посвященное Х-летию Октября. Сценарий Г. Авлова, реж. Б. Зон. Ленинград.

1928
- «Принц и нищий» — инсценировка Л. Макарьева. Реж. А. Брянцев. Ленинград. ТЮЗ.
- «Плоды просвещения» Л. Толстого. Реж. Б. Зон. Ленинград. ТЮЗ.
- «Волк и семеро козлят» О. Артамоновой. Реж. Е. Деменни. Ленинград. Театр Петрушки. ТЮЗ.

1929—1930
- «На перевальной тропе» П. Горлова. Реж. А. Брянцев и Б. Зон. Ленинград. ТЮЗ.
- «На полюс» А. Бруштейн и Б. Зона. Пост. Б. Зона. Ленинград. ТЮЗ.
- «Красный сев» В. Давыдова и Д. Долева. Реж. Б. Зон. Спектакль ТЮЗа для агитпоездки на посевную кампанию. Ленинград.
- «Винтовка 492116» А. Крона. Реж. А. Брянцев и Б. Зон. Ленинград. ТЮЗ.
- «Слоны идут» И. Штока. Реж. И. Савельев и И. Мейерхольд. Ленинград. Красный театр.
- «4 000 000 авторов» А. Бруштейн и Б. Зона. Реж. Б. Зон. Ленинград. ТЮЗ.

1931
- «Сянь-Фынь» Р. Ландис. Реж. А. Брянцев. Оформление совместно с В. Бейером. Ленинград. ТЮЗ.
- «Петрушкина газета» Г. Тарасова. Реж. М. Кисиц. Ленинград. Театр Петрушки. ТЮЗ.

1932
- «Мы» Л. Бочина. Реж. Б. Зон. Ленинград. ТЮЗ.
- «Преступление доктора Гомфа» Ф. Вольфа. Реж. И. Кролль. Ленинград. Театр санпросвета.
- «Зеленый звон» Я. Задыхина. Реж. Ананьев. Ленинград. Театр санпросвета..
- «Восстание грязи» Д. Щеглова. Оформление совместно с В. Лебедевым. Реж. Н. Муратов. Ленинград. Театр санпросвета.
- «Пляска нервов» («Жизнь без боли») И. Вольперта. Оформление совместно с В. Лебедевым. Реж. А. Мокин. Ленинград. Театр санпросвета.
- «Молодой пласт» Л. Бочина. Оформление совместно с В. Бейером. Реж. Б. Зон. Ленинград. ТЮЗ.

1933
- «Клад» Е. Шварца. Реж. Б. Зон. Ленинград. ТЮЗ.
- «Дон Кихот» Г. Чулкова. Реж. Б. Сушке-вич и Б. Горин-Горяинов. Ленинград., Акдрама, Малая сцена.

1934
- «Стакан воды» Скриба. Реж. И. Кролль. Ленинград. Новый театр.
- «Женитьба» Н. Гоголя. Реж. А. Музиль. Л., Акдрама.
- «Продолжение следует» А. Бруштейн. Реж. Б. Зон. Ленинград. ТЮЗ.
- «Чудесный сплав» В. Киршона. Реж. А. Владимирский. Ленинград. Театр-студия имени Вавилова.
- «Продолжение следует» А. Бруштейн. Реж. С. Ростов — (не осуществлено). Ленинград. Театр «Стройка».
- «Любовное зелье» Д. Ленского. Реж. Н. Рашевская. Ленинград., самодеятельный коллектив клуба имени Газа.

1935
- «Зеленая птичка» (Н. Гернет и В. Успенский по К. Гоцци). Реж. Б. Зон. Ленинград. ТЮЗ.
- «Мольба о жизни» Ж. Деваля. Реж. В. Кожич. Ленинград. Акдрама, Малая сцена.
- «Собака садовника» Лопе де Вега. Реж. М. Норвис, ассистент А. Коломойцев. Ленинград. Комедия ЛОУТа.
- «Хорошая жизнь» С. Амаглобели. Реж. Ф. Давидович. Ленинград. Театр «Стройка».
- «Человек решает» Д. Курдова. Реж. В. Дарвишев. Минск, 2-й Белорусский государственный театр.
- «Бешеные деньги» А. Островского. Реж. И. Кролль. Ленинград. Новый театр.
- «Музыкантская команда» Д. Дэля. Реж. Б. Зон. Ленинград. ТЮЗ (филиал).
- «Ундервгуд» Е. Шварца. Реж. Б. Зон (не осуществлено). Ленинград. ТЮЗ (филиал).

1936
- «Три сестры» А. Чехова. Реж. И. Кролль. Ленинград. Новый театр.
- «Клад» Е. Шварца. Реж. Б. Зон (2-й вариант). Ленинград. ТЮЗ (филиал).
- «Любовь Яровая» К. Тренева. Реж. Л. Рудник. Ленинград. Театр Кировской ж. д.
- «Ася» А. Бруштейн. Реж. Б. Зон. Театральная мастерская Ленфильма.
- «Не было ни гроша, да вдруг алтын» А. Островского. Реж. А. Мокин (не осуществлено). Ленинград. самодеятельный театр Ижорского завода.
- «Брат и сестра» Е. Шварца. Реж. Б. Зон и Т. Сойникова. Ленинград. Новый ТЮЗ.
- «Бевронсхий луг» (инсценировка М. Ромма «Кола Брюньон» Ромена Роллана). Реж. С. Шапиро. Ленинград. Театр кукол.
- «Невеста из афиши» К. Гольдони. Реж. С. Востоков. Ленинград. Современный театр.
- «Продолжение следует» А. Бруштейн. Реж. Б. Зон и Т. Сойникова. Костюмы Е. Якуниной (2-й вариант). Ленинград. Новый ТЮЗ.
- «Мольба о жизни» Ж. Деваля. Реж. В. Кожич. (2-й вариант) Ленинград. Акдрама.
- «Мещанин во дворянстве» Мольера. Реж. Ф. Францман. Ленинград. драматический кружок Дома инженерно-технических работников. Художественный руководитель Г. Авлов.
- «Шуба английского короля» Н. Погодина. Реж. Р. Суслович (не осуществлено). Ленинград. Мюзик-холл.

1937
- «Мораль пани Дульской» Г. Запольской. Реж. С. Востоков. Ленинград. Малый драматический театр.
- «Красная шапочка» Е. Шварца. Реж. Р. Суслович. Архангельский ТЮЗ.
- «Третья верста» Д. Дэля. Реж. Б. Зон и Т. Сойникова. Ленинград. Новый ТЮЗ.
- «Огни маяка» Л. Карасева. Реж. С. Востоков. Ленинградский финский театр.

1938
- «Васса Железнова» М. Горького. Реж. С. Востоков (не осуществлено). Ленинградский финский театр.
- «Слава» В. Гусева. Реж. Б. Петровых. Ленинград. драматический кружок Дома инженерно-технических работников.
- «Борис Годунов» А. Пушкина. Реж. Б. Зон. Ленинград., Новый ТЮЗ.
- «Огни маяка» Л. Карасева. Реж. Н. Муратов. Л., драматический кружок клуба имени Цюрупы.
- «Первая вахта» В. Вальде. Реж. В. Чеснаков. Ленинград. Новым ТЮЗ.
- «Невеста из афиши» К. Гольдони. Реж. С. Востоков. Вариант в самодеятельном коллективе. Ленинград. клуб имени С. Орджоникидзе.

1939
- «Борис Годунов» М. Мусоргского. Дирижер Б. Хайкин, реж. Б. Зон и В. Чеснаков. Ленинград. Малегот.
- «Илья Муромец» И. Карнауховой и М. Туберовского. Реж. С. Шапиро. Ленинград. Театр кукол.
- «Снежная королева» Е. Шварца. Реж. Р. Суслович. Минский ТЮЗ.
- «Павел Греков» Б. Войтехова и Л. Ленча. Реж. С. Востоков. Ленинград., самодеятельный коллектив клуба имени С. Орджоникидзе.

1940
- «Большевик» Д. Дэля. Реж. Б. Зон и Т. Сойникова. Ленинград. Новый ТЮЗ.
- «Черевички» П. Чайковского. Дирижер Б. Хайкин, реж. А. Винер. Ленинград., Малегот.
- «Коварство и любовь» Ф. Шиллера. Реж. Н. Муратов. Ленинград. самодеятельный коллектив клуба имени Цюрупы.
- «Коварство и любовь» Ф. Шиллера. Реж. Н. Муратов. Петрозаводск, Республиканский русский драматический театр.

1941
- «Двадцать лет спустя» М: Светлова. Реж. Б. Зон и Т. Сойникова. Ленинград. Новый ТЮЗ.
- «Последние» М. Горького. Реж. Н. Муратов. Петрозаводск, Республиканский русский драматический театр.
- «Летучая мышь» И. Штрауса. Дирижер Е. Синицын, реж. А. Винер. Ленинград. Театр музыкальной комедии.
- «Красная шапочка» Е. Шварца. Реж. В. Чеснаков. Ленинград. Новый ТЮЗ.
- «Дороги к счастью» И. Дунаевского. Пост. Д’Актиля, дирижер Е. Корнблит, реж. Н. Янет. Ленинград. Театр музыкальной комедии.
- «Лесная песнь» Леси Украинки. Реж. Р. Суслович (не осуществлено). Ленинград. БДТ.
- «Профессор Мамлок» В. Вольфа. Реж. Б. Дмоховский (не осуществлено). Ленинград. БДТ
- «Парень из нашего города» К. Симонова. Реж. Л. Рудник. Ленинград. БДТ.
- «Война и мир». Инсценировка Д. Щеглова романа Л. Толстого. Реж. Б. Дмоховский (не закончено и не осуществлено). Ленинград. БДТ.

1942
- «Фронт» А. Корнейчука. Оформление совместно с А. Константиновским и К. Кустодиевым. М. Григорьеву принадлежит проект 3-й картины и занавеса спектакля. Реж. В. Кожич. Новосибирск, Театр драмы имени А. С. Пушкина.

1943. Новосибирск
- «Большие надежды» В. Каверина. Реж. В. Дудин. Московский Центральный детский театр.
- «Илья Муромец» И. Карнауховой и М. Туберовского. Реж. С. Шапиро (2-й вариант). Театр кукол.
- «Фронтовая дорога» Д. Даля (не завершено). Новый ТЮЗ.
- «Бессмертный» А. Арбузова и А. Гладкова. Реж. Б. Зон. Новый ТЮЗ.
- «Шелковая кисточка» Темир-Санах. Куклы Н. Константиновской. Реж. С. Шапиро. Театр кукол.
- «Тот, кого искали» А. Раскина и М. Слободского. Реж. В. Андрушкевич. Костюмы Е. Якуниной. Новый ТЮЗ.
- «Кремлёвские куранты» Н. Погодина. Реж. Л. Вивьен. Театр драмы имени А. С. Пушкина.

1944
- "Король-паук А. Бруштейн. Реж. В. Андрушкевич. Новосибирск, Новый ТЮЗ.
- «Тартюф» Мольера. Реж. Б. Зон, костюмы Е. Якуниной. Новосибирск. Новый ТЮЗ.
- «Вишневый сад» А. Чехова. Пост. П . Гайдебурова, возобновление Л. Рудника. (Костюмы Е. Шибинской.) Ленинград. БДТ.
- «Офицер флота» А. Крона. Реж. А. Пергамент и Т. Сойникова. Ленинград. Театр Балтфлота.
- «Иван Грозный» А. Толстого. Выполнена часть эскизов. Ленинград. БДТ.

1945
- «А ну-ка, взяли» — эстрадное представление. Авторы Г. Венецианов, З. Рикоми и Калин. Реж. А. Винер. (Часть костюмов выполнена по эскизам И. Кичановой.) Ленинград. Театр эстрады и миниатюр.
- «Сирень-черемуха» В. Желобинского. Пост. Н. Янета. Ленинград. Театр музыкальной комедии.
- «Верный друг» В. Соловьева-Седого. Пост. Н. Янета и А. Бурлаченко. Ленинград. Театр музыкальной комедии.
- «Бесприданница» А. Островского (не осуществлено). Ленинградский областной драматический театр.

1946
- «Золотой обруч» А. Мариенгофа и М. Коэакова. Реж. В. Лебедев (не осуществлено). Ленинград. Театр имени В. Ф. Комиссаржевской.
- «Пиковая дама» П. Чайковского. Дирижер Н. Ельцын, реж. Н. Гладковский. Ленинград. Театр оперы и балета имени С. М. Кирова.
- «Бесприданница» А. Островского. Реж. Н. Рашевская и Е. Каренская. Ленинград. драматический кружок клуба МВД.
- «Бранденбургские ворота» М. Светлова. Реж. А. Пергамент. Ленинград. Театр имени В. Ф. Комиссаржевской.

1947
- «За час до рассвета» А. Галича. Реж. Р. Суслович. Ленинград. Новый театр.
- «Молодая Гвардия» Г. Гракова по роману А. Фадеева. Реж. В. Эренберг, общее руководство Н. Рашевской. Ленинград. драматический кружок клуба МВД.
- «Егор Булычов и другие» М. Горького. Реж. В. Эуфер. Таллин, Театр Балтфлота.
- «Мужество» Г. Березко. Реж. А. Пергамент. Таллин. Театр Балтфлота.
- «Ревизор» Н. Гоголя. Реж. С. Востоков. Ленинград. Эстрадная группа.
- «Сергей Костриков» Д. Толмачева и А. Голубевой. Реж. Г. Каганов. Ленинград. ТЮЗ.

1948
- «Старые друзья» Л. Малюгина. Реж. С. Востоков. Ленинград. самодеятельный коллектив клуба имени С. Орджоникидзе.
- «Жорж Данден» Мольера. Реж. И. Савельев. Ленинград. самодеятельный коллектив клуба имени С. Орджоникидзе.
- «Дети Ванюшина» С. Найденова. Реж. Н. Галин. Ленинград. Театр имени В. Ф. Комиссаржевской.
- «Строгое воспитание» Л. Левина. Реж. Н. Галин. Ленинград. Театр имени В. Ф. Комиссаржевской.
- «Свадьба Кречинского» А. Сухово-Кобылина. Реж. О. Бойцова. Ленинград. БДТ.
- «Юность отцов» Б. Горбатова. Реж. А. Кузнецов. Ленинград. Новый театр.

1949
- «Три сестры» А. Чехова. Реж. Е. Гаккель. Театр имени В. Ф. Комиссаржевской.
- «Сорочинская ярмарка» М. Мусоргского. Дирижер И. Шерман, реж. Н. Гладковский, балетмейстер Н. Анисимова. Ленинград. самодеятельный коллектив дворца культуры имени С. М. Кирова.
- «Александр Пушкин» Д. Дэля. Реж. Б. Зон. Театр имени В. Ф. Комиссаржевской.
- «Гибель дракона» В. Луговского. Реж. Н. Бромлей. Ленинград. Новый театр.
- «За вторъсм фронтом» В. Собко. Реж. Е. Гаккель. Театр имени В. Ф. Комиссаржевской.
- «Побег» Д. Щеглова. Реж. А. Алексеев. Ленинград. Областной драматический театр.

1950
- «Двадцать лет спустя» М. Светлова. Реж. М. Дубровин. Ленинград. самодеятельный коллектив дворца культуры имени С. М. Кирова.
- «Жизнь начинается снова» В. Собко. Реж. Н. Галин. Театр имени В. Ф. Комиссаржевской.
- «Государственный советник» М. Сагаловича и Б. Фаянса. Реж. Е. Гаккель. Театр имени В. Ф. Комиссаржевской.
- «Лондонские трущобы» Б. Шоу. Реж. Г. Легков. Театр имени В. Ф. Комиссаржевской.

1951
- «Табачный капитан» А. Эйхенвальда. Реж. В. Андрушкевич. Театр музыкальной комедии.
- «За Нарвской заставой» Г. Сви-ридова. Реж. Э. Гарин (не осуществлено). Театр музыкальной комедии.
- «Русалка» А. Даргомыжского. Дирижер И. Шерман, реж. Н. Гладковский и Г. Товстоногов. Ленинград. самодеятельный коллектив дворца культуры имени С. М. Кирова.
- «Зыковы» М. Горького. Реж. Н. Галин. Ленинград. Театр имени В. Ф. Комиссаржевской.
- «Тартюф» Мольера. Реж. В. Андрушкевич. Театр имени В. Ф. Комиссаржевской.
- «Волки и овцъс» А. Островского. Реж. Ю. Юрский. Ленинград. Театр комедии.

1952
- «Хозяин голубой долины» П. Белобородова. Реж. Б. Зон. Ленинград. Театр имени В. Ф. Комиссаржевской.
- «Мечтатели» К. Листова. Реж. В. Андрушкевич. Костюмы М. Лихницкой. Ансамбль оперетты п/р Б. М. Бронской.
- «Потерянное письмо» Караджале. Реж. Ю. Юрский и Г. Флоринский. Ленинград. Театр комедии.
- «Не все коту масленица» А. Островского. Реж. В. Мойковский (не осуществлено). Ленинград., Театр имени В. Ф. Комиссаржевской.
- «Снежок» В. Любимовой. Реж. Л. Новиков. Ленинград. драматический коллектив дворца пионеров имени А. А. Жданова.
- «После третьего звонка», обозрение К. Гузьмина. Реж. Б. Зон и П. Суханов. Ленинград. Театр эстрады.

1953
- «Гибель Помпеева» Н. Вирты. Реж. Ю. Юрский. Ленинград. Театр комедии.
- «Лев Гурыч Синичкин» Д. Ленского. Реж. Б. Зон. Ленинград. Театр имени В. Ф. Комиссаржевской.
- «Откровенный разговор» Л. Зорина. Реж. Н. Галин. Театр имени В. Ф. Комиссаржевской.
- «Стрекоза» М. Бараташвили. Реж. Р. Суслович. Театр имени В. Ф. Комиссаржевской.
- «Страницы жизни» В. Розова. Реж. В. Андрушкевич. Театр имени В. Ф. Комиссаржевской.
- «Марийкино счастье» Е. Кока и К. Бенца. Дирижер М. Воловац, балетмейстер А. Кобзева, реж. Д. Карасик. Ленинград. Театр музыкальной комедии.

1954
- «Весна в Москве» В. Гусева (не осуществлено).
- «Не все коту масленица» А. Островского. Реж. В. Андрушкевич. Ленинград. Театр имени В. Ф. Комиссаржевской.
- «Власть тьмы» Л. Толстого. Реж. П. Темитченко. Ленинград. драматический кружок клуба МВД.

1955
- «Дон Хиль Зеленые штаны» Тирсо де Молина. Реж. В. Андрушкевич и З. Коро-годский. Ленинград. Театр имени В. Ф. Комиссаржевской.

1956
- «Дымка-невидимка» В. Коростылева и М. Львовского. Реж. С. Евлахов. Ленинград. Театр имени В. Ф. Комиссаржевской.
- «Сердце всё прощает» А. Софронова. Реж. П. Темитчемко (не осуществлено). Ленинград. драматический кружок клуба МВД.
- «Снежок» В. Любимовой. Реж. М. Дубровин. Ленинград. детским самодеятельный коллектив Дома учителя.
- «Мораль пани Дульской» Г. Запольской. Реж. Н. Галин. Л., Театр имени В. Ф. Комиссаржевской.
- «Александр Пушкин» Д. Даля. Реж. Б. Зон. (2-й вариант). Театр имени В. Ф. Комиссаржевской.
- «Старые друзья» Л. Малюгина. Реж. Б. Зон. Спектакль выпускников Театрального института.
- «В поисках счастья» С. Васильева (по мотивам рассказов О’Генри). Реж. С. Евлахов. Ленинград. Театр имени В. Ф. Комиссаржевской.
- «Преступление и наказание» — инсценировка С. Радзинского романа Ф. Достоевского (не осу-ществлено). Театр имени В. Ф. Комиссаржевской.

1957
- «Семейное дели» («Истцы и ответчики») Б. Аглинцева и В. Громовой. Реж. П. Темитченко. Самодеятельный коллектив.
- «Человек с портфелем» А. Файко. Реж. Н. Галин, Ленинград., Театр имени В. Ф. Комиссаржевской.
- «Наш отец женится» Л. Веприцкой. Реж. П. Темитченко. Ленинград. самодеятельный коллектив клуба фабрики Анисимова.
- «Шторм» В. Билль-Белоцерковского. 6 эскизов декораций по заказу Министерства культуры РСФСР.

1958
- «На улице Счастливой» Ю. Принцева. Реж. М. Дубровин. Ленинград. Театр юношеского творчества при Дворце пионеров имени А. А. Жданова.
- «Счастливые нищие» К. Гоцци. Реж. С. Евлахов. Ленинград. Театр имени В. Ф. Комиссаржевской.

## Выставки
- «Выставка театрально-декорационного искусства» (1927), Ленинград
- «Художники советского театра» 1917—1935, (1935), Ленинград, Москва.
- «Художники советского театра за XVII лет» 1917—1934, (1935), Москва
- «Пятая выставка произведений ленинградских художников». (1940), Ленинград
- «Произведения ленинградских художников театра» (1941), Ленинград
- «Художники Сибири в дни Великой Отечественной войны» (1942), Новосибирск
- «Художники театра» (1943), Новосибирск
- «Сибирь — фронту» (1944), Новосибирск
- "Выставка этюдов ленинградских художников (1945), Ленинград
- "Выставка советской живописи и графики (1947), Архангельск
- "Театральные художники Ленинграда в 1946—1947, (1947), Ленинград
- "Выставка произведений ленинградских художников, (1950, 1951), Ленинград
- "Выставка эскизов театральных художников Ленинграда, (1952) Ленинград
- «Выставка работ театральных художников Ленинграда» (1952), Москва
- "Выставка работ художников театра, (1954), Ленинград
- «Всесоюзная художественная выставка» (1955), Москва
- "Передвижная выставка произведений советских художников (1956, 1957), Казань, Ульяновск, Куйбышев, Мурманск
- "Осенняя выставка произведений ленинградских художников (1956, 1958), Ленинград
- "Выставка произведений ленинградских художников, посвященная 40-летию Великой Октябрьской социалистической революции (1957), Ленинград
- "Выставка живописи, скульптуры, графики к первому всесоюзному съезду советских художников (1957), Москва
- "Выставка работ театральных художников (1958), Москва
- «Республиканская художественная выставка „Советская Россия“» (1960) в Москве.
- Персональные выставки в Ленинграде (1954, 1956, 1959).